# Лян Юйшуай
Лян Юйшуай (кит. трад. 梁育帅, пиньинь Liang Yushuai;; род. 10 сентября 2000) — китайский тхэквондист. Бронзовый призёр летних Олимпийских игр 2024 года, чемпион мира 2022 года, серебряный призёр чемпионата Азии 2022 года, бронзовый призёр летних Азиатских игр 2022 года. 

## Биография
Лян Юйшуай родился 10 сентября 2000 года.

## Карьера
В Южной Кореи на чемпионате Азии, китайский спортсмен стал серебряным призёром. В финальной схватке уступил чемпионский титул спортсмену из Южной Кореи Киму.
В 2022 году Лян стал чемпионом мира в категории до 63 кг. В финальной схватке он одержал победу над спортсменом из Узбекистана Ниязом Пулатовым.
На летних Олимпийских играх 2024 года в Париже, в весовой категории до 68 кг стал обладателем бронзовой медали. В схватке за третье место из-за невыхода на ковёр соперника из Великобритании Брэдли Синдена победа была присуждена Ляну.